# Polinucleosis
Se llama polinucleosis al aumento de los leucocitos polinucleares neutrófilos que aun siendo los más numerosos en estado sano, proliferan casi siempre en estado patológico.
Las polinucleosis más importantes para el médico son:
- La infectiva e inflamatoria. Se encuentra en todas las enfermedades de esta clase, especialmente, en las que son exudativas o supurativas exceptuando la fiebre tifoidea y la granulia a menos de que vayan acompañadas de las complicaciones inflamatorias o supurativas. Antes bien, con frecuencia existen hipolucocitosis.
- La cancerosa. Es a veces enorme (de 50.000 a 70.000 por centímetro cúbico)
- La tóxica. Se encuentra después de la absorción de los agentes venenosos más diversos.

Aparte de esto se observa también la polinucleosis después de las hemorragias, el raquitismo, la inanición y ciertas anemias.